# Cendea de Iza
La Cendea de Iza (en euskera: Itza zendea) era una división administrativa, extinguida tras la fusión en 1942 de la misma con el Valle de Gulina para formar el actual ayuntamiento de Iza. Estaba formado por las llamadas localidades cendearias de Aldaba, Aldaz, Áriz, Atondo, Erice, Iza, Lete, Ochovi, Ordériz, Sarasa y Zuasti.

Escudo de la Cendea de Iza

## Heráldica
El escudo heráldico que tenía este municipio se describía así: 
«Trae de oro y el nombre de YZA de sable. Bordura de gules con las cadenas de Navarra de oro. Por timbre un yelmo empenechado.»

## Historia
En 1427 era una de las cuatro cendeas que figuraban en el “Libro de Fuegos” dentro de la Merindad de Pamplona y las Montañas, junto a las cendeas de Ansóain, Olza y Galar. Dentro de esa relación se enumeraba a Sarasa, Aldaz, Aldaba, Zuasti o Zuazti, Ordiriz (Ordériz), Lete, Lecoaz (Elcoaz) y Ataondo (Atondo) como núcleos poblacionales dentro de esta cendea.
Otro documento de ese mismo año, sin embargo, relaciona hasta ocho cendeas añadiendo a las cuatro anteriores Cizur, Azteráin (Astráin), Ubani y Vidaurreta sin que se sepa con qué fundamento se hizo y creando con «esta aparente anomalía cierta inseguridad en cuanto al concepto y alcance de la cendea.»
En el siglo XVI se tiene noticia del número de vecinos y habitantes:
| LUGAR   | VECINOS |
| Aldaba  | 11      |
| Aldaz   | 1       |
| Áriz    | 6       |
| Atondo  | 15      |
| Erice   | 11      |
| Iza     | 10      |
| Lete    | 8       |
| Ochovi  | 10      |
| Ordériz | 4       |
| Sarasa  | 17      |
| Zuasti  | 10      |

Tras la reforma municipal aprobada del siglo XIX, Erice y Ochovi se segregaron de la cendea y se constituyeron como ayuntamiento independiente durante unos pocos años.